# Јосип Бочек
Јосип Бочек (рођен 1950. г. Осијек, Хрватска, Југославија) је југословенски музичар, гитариста, продуцент, студијски музичар и композитор. По народности је Чех.
Широј јавности је најпознатији као гитариста Корни групе, чији је члан био у периоду од 1969. до 1974. године.
Према многим анкетама сматра се једним од најбољих гитариста на просторима бивше Југославије.

## Биографија
Музиком је почео да се бави се седам година, када почиње да свира виолину као ученик музичке школе. У свет музике увео га је отац Јосип, који се аматерски бавио музиком тако што је свирао жичане инструменте карактеристичне за славонску музику, као и хармонику.
Своју музичку каријеру започео је као гитариста састава Еликсири, који је био активан у периоду од 1964. до 1967. године, а чији је певач и бас-гитариста био Дадо Топић који је са њим похађао основну школу.
Након расформирања овог састава, на предлог бас-гитаристе Алберта Краснића и бубњара Ратка Дивјака, заједно са Топићем прикључује се саставу Динамити, чији је дотадашњи лидер био Крунослав Кићо Слабинац. У овом периоду, група се све више оријентише на сопствени материјал, али снима само две композиције, "Продавац новина" и "Емилија".
После распуштања Динамита, са музичарима из Осијека Бочек оснива свој састав Бочек и три, који је расформиран након годину дана, када добија позив да постане члан Корни групе, у коју га доводи Дадо Топић који је у међувремену постао њен певач. Први значајни наступ као члан групе остварио је наредне године на Загребачком фестивалу, са песмом "Једна жена" којом група осваја прву награду жирија и публике. Бочек остаје члан групе све до њеног распуштања 1974. године.

### Конгрес рок мајстора
Фебруара 1975. године, у загребачком Дому спортова одржан је концерт „Конгрес југословенских рок мајстора“, на којем су учествовали тада најпрестижнији југословенски гитаристи. Поред Бочека, на концерту су наступали: Горан Бреговић, Крешимир Шоштар, Весели Оршолић, Желимир Ковачевић Пес, Радомир Михајловић Точак, Ведран Божић и Миодраг Бата Костић.
Као епилог концерта, у издању Југотона објављен је двоструки албум "Конгрес рок мајстора", на коме су, као гитаристи који су проглашени за четворицу најбољих, учествовали Бочек, Божић као члан састава Тајм, Костић као члан YU групе и Бреговић као лидер Бијелог дугмета. Сваки од гитариста се на албуму представио као аутор четири нумере.
Након објављивања албума, организована је турнеја широм СФРЈ на којој свирају гитаристи који су учествовали на снимању албума са ритам секцијом коју су чинили чланови YU групе, бас-гитариста Жика Јелић и бубњар Раша Ђелмаш.
После турнеје „Конгрес рок мајстора“, Бочек је снимио једну сингл плочу „Динамит / Све ће бити боље“.

### Сарадња са Ђорђем Балашевићем
У периоду од 1978. до 1985. године, Бочек је био главни сарадник кантаутора Ђорђа Балашевића, на чијих је пет албума учествовао као аранжер, продуцент и гитариста. Првобитно је сарађивао са групом Рани мраз чији је оснивач био Балашевић, да би након тога био један од људи пресудних за успех Балашевићеве соло каријере, која је започета албумом "Пуб" објављеним 1982. године. Међутим, однос између Балашевића и Бочека временом се мењао, да би све резултирало турбулентним растанком и прекидом сарадње након албума "003" из 1985.

### Јужни ветар
Уз мање прекиде, током 1986, 1987. и 1988. године, Бочек је заменио гитаристу Саву Бојића у фолк групи Јужни ветар. У овом периоду учествује на раду седам албума певачке петорке. Поред позиције соло гитаристе, свирао је и бас-гитару slap bass техником на песмама "Шта бих без тебе ја" Драгане Мирковић и "Кад тад" Милета Китића, на њиховим албумима објављеним 1987. године.
У овом саставу био је посвећен искључиво студијском раду, па је као рок гитариста избегавао наступе у спотовима групе, чији је рад тада проглашен шундом. Са друге стране, бубњар Владимир Фурдуј Фурда, са којим је свирао у Корни групи, учествовао је на јединој турнеји Јужног ветра 1986. године. Уз осниваче Јужног ветра Саву Бојића и Миодрага М. Илића, Бочек се сматра родоначелником фузије фолк музике и примеса рок звука, што су му поједини рок музичари својевремено замерали. У својој емисији Цврчак на сат, Илић је истакао како период Бочековог боравка у групи представља "најлепше одсвиране гитаре у Јужном ветру". И поред боравка од непуне две године, у звуку овог састава оставио је велики траг због чега је врло омиљен међу његовм слушаоцима.
У овој и наредној деценији, Бочек је сарађивао и са другим извођачима народне музике, међу којима су албуми снимљени у продукцији Драгана Стојковића Босанца, Мирољуба Аранђеловића Кемиша и Мише Мијатовића.

### Након распада Југославије
Године 1993. гостовао је на акустичном концерту Влатка Стефановског у Сава центру, заједно са још једним славним колегом, гитаристом Радомиром Михајловићем Точком. Наредне године, на манифестацији Rock' n' Roll заувек, одржаној у хали Београдског сајма, учествовао је као један од представника репрезентације гитариста. 
У јануару 2019. године, имао је запажен наступ на повратничком концерту Корни групе у Сава центру као соло гитариста за већи део песама.

## Сарадници
Након расформирања Корни групе, Бочек је најчешће радио као студијски музичар, али је свирао и на концертима познатих певача. Поред свирања, учествовао је и као аранжер, продуцент и композитор на албумима неких од највећих имена југословенских, а касније и српских извођача поп, рок и фолк музике.
Као студијски музичар, учествовао је на 105 албума следећих извођача:
- Здравко Чолић
- Дадо Топић
- Шабан Шаулић
- Зорица Брунцлик
- Весна Вукелић Венди
- Снежана Ђуришић
- Лепа Брена
- Мирослав Илић
- Радиша Урошевић
- Зорана Павић
- Јелена Броћић
- Лепа Лукић
- Милан Бабић
- Сергеј Ћетковић
- Хари Варешановић
- Џенан Лончаревић
- Тања Бањанин

Био је продуцент 16 албума разних група и певача, између осталих:
- Леб и сол
- Рани мраз
- Генерација 5
- Ђорђе Балашевић
- Сергеј Ћетковић
- Биља Крстић

Као композитор, аранжер или текстописац, написао је 150-ак нумера за најпознатије југословенске музичаре и групе:
- Миша Блам
- Оливера Катарина
- Бисера Велетанлић
- Златко Пејаковић
- Ђорђе Марјановић
- Биља Крстић
- Сунцокрети
- Франо Ласић
- Синан Сакић
- Славко Бањац
- Гордана Лазаревић
- Снежана Ђуришић
- Снежана Савић
- Бојан Маровић
- Тања Бањанин
- Ксенија Мијатовић
- Драгана Мирковић

### Музика за филм
Компоновао је музику за филмове: Индијско огледало и Звезде љубави.

## Дискографија

### Корни група

#### Студијски албуми
- Корни група (1972)
- Not an Ordinary Life (1974)
- 1941 (1979)

### Соло

#### Синглови
- Динамит/Све ће бити боље (1975)